# Cedzyna
Cedzyna is een plaats in het Poolse district  Kielecki, woiwodschap Święty Krzyż. De plaats maakt deel uit van de gemeente Górno en telt 830 inwoners.